# Francisco Pizarro
Francisco Pizarro González (Trujillo, Extremadura, c. 1478 - Lima, 26 de junio de 1541) fue un conquistador español que lideró durante la primera mitad del siglo XVI la expedición que iniciaría el derrocamiento del inca Atahualpa y nuevo orden político y religioso. Posteriormente sería nombrado gobernador de Nueva Castilla, con sede de gobierno en Ciudad de los Reyes (Lima).
Pizarro integró la expedición que descubrió el Mar del Sur (Océano Pacífico), empresa liderada por Vasco Núñez de Balboa en 1516. En 1535, tras capturar y ajusticiar al inca Atahualpa, pudo imponerse sobre el Imperio incaico con ayuda de diversos rebeldes locales, conquistando el mencionado estado imperial cuyo centro de gobierno se ubicaba en el actual Cuzco, Perú, además de establecer una dependencia española sobre él. Obtuvo el título de marqués y sus descendientes tuvieron el título de marqueses de la Conquista, siendo este el título utilizado por el cronista don Francisco López de Gómara en su Historia General de las Indias, capítulo CXXXII. También fue referido como marqués por Pedro Cieza de León en su libro Chrónica del Perú. Para sus huestes indígenas era conocido como apu (‘jefe’, ‘señor’, ‘general’) o machu capitán (‘viejo’ capitán).

## Infancia y juventud

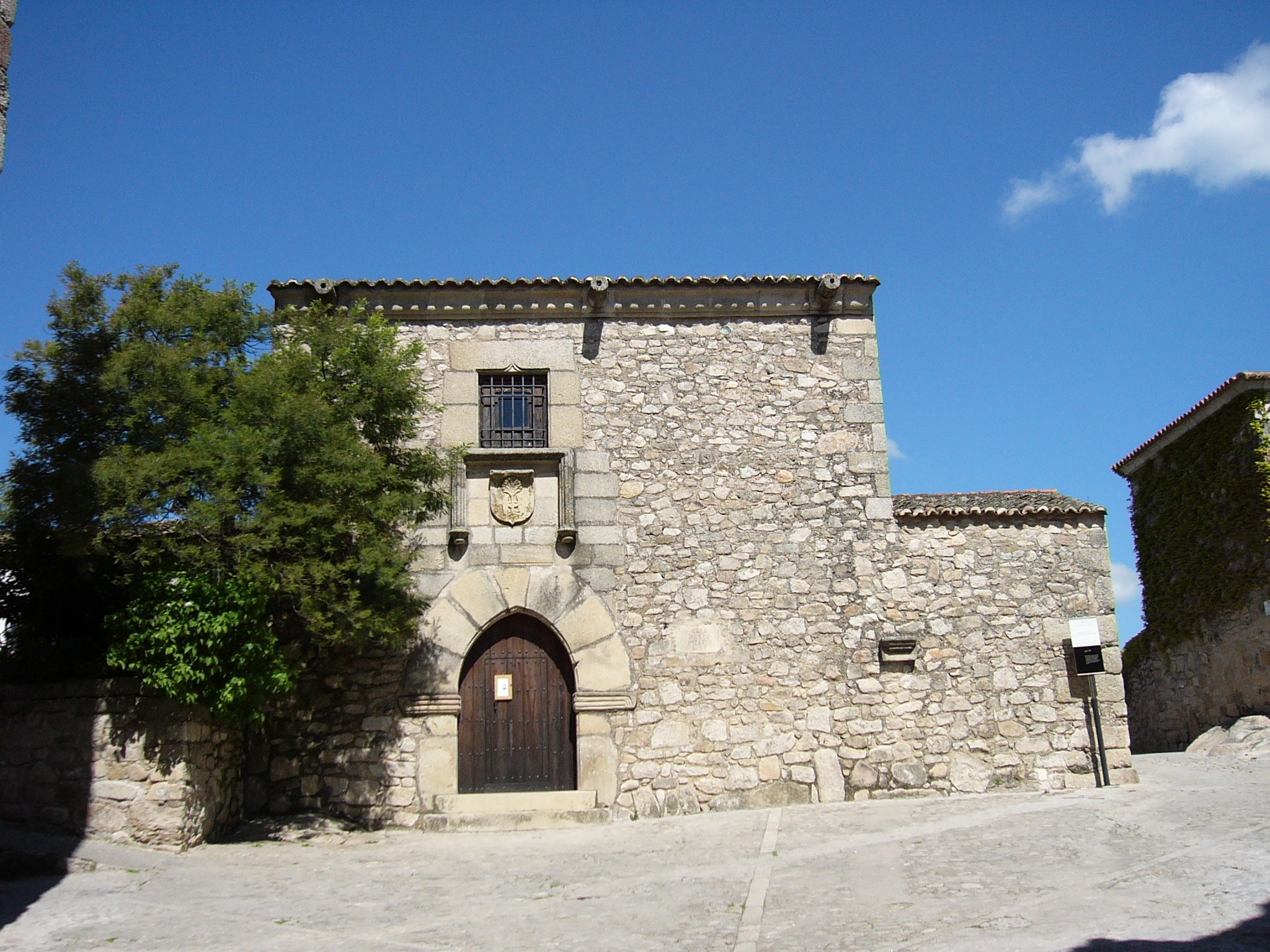
Casa-Museo de Francisco Pizarro en Trujillo (España)

Francisco Pizarro nació en la ciudad extremeña de Trujillo. Existen dudas acerca de la fecha exacta de su nacimiento puesto que, si para unos historiadores fue el 12 de mayo de 1468, para otros fue la misma fecha pero del año 1469. Algunos historiadores llegan a hablar de 1471 y otras fuentes fechan su nacimiento en el 16 de marzo de 1478.
Fue hijo natural del hidalgo Gonzalo Pizarro Rodríguez de Aguilar (ca.1446-1522), llamado el Largo o el Romano, importante personaje de la época con gran influencia que participó en las campañas de Italia bajo el mando de Gonzalo Fernández de Córdoba; y de Francisca González Mateos, dama de recámara noble de Beatriz Pizarro, la tía de Gonzalo, devota del convento de San Francisco el Real (junto a la Puerta de la Coria). Pizarro era pariente lejano de Hernán Cortés, quien conquistó el Imperio azteca.
A la edad de veinte años se alistó en los tercios españoles que, a las órdenes de Gonzalo Fernández de Córdoba, el Gran Capitán, luchaban en las conocidas como campañas de Nápoles contra los franceses. Según López de Gómara, habría servido bajo las órdenes de este, siempre como soldado, en el sur de la península, Calabria y Sicilia. Viajó a Sevilla, donde permanecería hasta su marcha a América.

## Primeros años en América
En 1502 llegó a América en la expedición de Nicolás de Ovando, el nuevo gobernador de La Española. De sus primeros años en América se sabe muy poco. Probablemente pasó un tiempo en la isla de La Española. Se crearon dos nuevas gobernaciones en las tierras comprendidas entre los cabos de la Vela (Colombia) y de Gracias a Dios (en la frontera entre Honduras y Nicaragua). Se tomó el golfo de Urabá como límite de ambas gobernaciones: gobernación de Nueva Andalucía y Urabá al este, gobernada por Alonso de Ojeda, y la de Veragua al oeste, gobernada por Diego de Nicuesa.
Descubrimiento del Mar del Sur (Océano Pacífico)

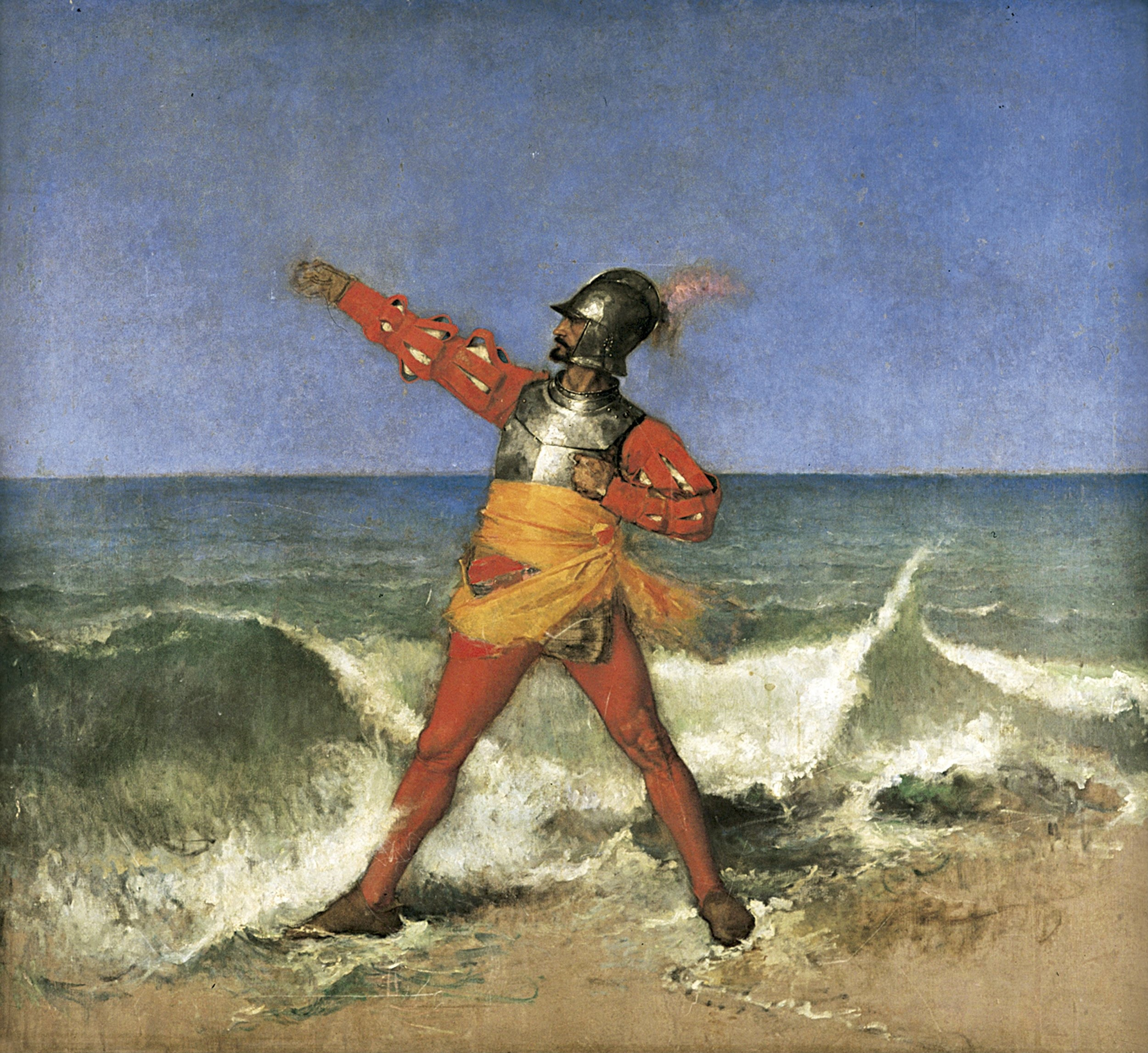
Pizarro tomando posesión del Pacífico en nombre de los reyes de España, pintura de Ignacio Merino (1850)

En 1509, una expedición liderada por Martín Fernández de Enciso, bachiller y alcalde mayor de Nueva Andalucía, partió para socorrer al gobernador Alonso de Ojeda. Ojeda, junto con 70 hombres, había fundado el poblado de San Sebastián de Urabá en Nueva Andalucía, en la región donde más tarde se fundaría la ciudad de Cartagena de Indias. Sin embargo, el área estaba habitada por indígenas belicosos que usaban armas venenosas, y Ojeda resultó herido en una pierna durante un enfrentamiento.
Debido a su herida, Ojeda se retiró en un barco hacia La Española, dejando a Francisco Pizarro a cargo del pequeño asentamiento. En ese momento, Pizarro no era más que un soldado, esperando la llegada de la expedición de Enciso. Ojeda le pidió que se mantuviera en el poblado con unos pocos hombres durante cincuenta días, o que, si no era posible, hiciera todo lo necesario para regresar a La Española.
Pizarro, un hombre de carácter fuerte y poco interesado en una vida sedentaria, se mantuvo en la región y participó en la expedición de Ojeda que exploró América Central y Colombia en 1510. Posteriormente, se unió a la expedición de Vasco Núñez de Balboa, que en 1513 culminó con el descubrimiento del Mar del Sur, conocido más tarde como el océano Pacífico. 
Al año siguiente, Pedro Arias Dávila se convirtió en el nuevo gobernador de Castilla de Oro y sucedió a Balboa. Durante los siguientes cinco años, Pizarro se convirtió en un estrecho colaborador de Dávila y el gobernador le asignó un repartimiento de indígenas y ganado. 
Cuando Dávila empezó a desconfiar de Balboa y decidió eliminarlo, ordenó a Pizarro que lo arrestara y lo llevara a juicio. Pizarro cumplió con la orden, y Balboa fue decapitado en enero de 1519. Por su lealtad a Dávila, Pizarro fue recompensado con los cargos de alcalde y encomendero de Panamá desde 1519 hasta 1523. 
Sin embargo, hay discrepancias sobre el estado de la fortuna de Pizarro durante su estancia en Panamá. Algunos historiadores, como Horacio Urteaga, han debatido si Pizarro realmente acumuló una gran riqueza en ese período o si su situación económica era más modesta. Al respecto, Horacio Urteaga afirmó que:

Este es el único cronista que asegura que la situación económica de Pizarro y Almagro era holgada. Quintana y Mendiburu, que mucho averiguaron sobre la vida de los conquistadores, aseguran que Pizarro era uno de los moradores de Panamá menos acaudalados, y cuando llegó el caso de la famosa contrata para descubrir el Perú, ambos socios no pudieron poner otra cosa que su industria personal y su experiencia.

Los socios de la conquista
En 1524 Pizarro se asoció con Diego de Almagro y Hernando de Luque, un hombre influyente, cura de Panamá, para conquistar «Birú» o «El Birú» (el Imperio incaico), del que tenían vagas noticias, repartiéndose las responsabilidades de la expedición. Pizarro la capitanearía, Almagro se encargaría de la intendencia y Luque estaría al cargo de las finanzas y de la provisión de ayuda. Existen noticias de un cuarto asociado, el licenciado Espinosa, que no quiso figurar oficialmente y que habría sido el financiador principal de las expediciones hacia el Perú.
Trece de la Fama
A finales de septiembre de 1526, cuando habían transcurrido dos años de viajes hacia el sur afrontando toda clase de inclemencias y calamidades, llegaron extenuados a la isla del Gallo, en la bahía de Tumaco, actual sur de Colombia en la costa del Pacífico. El descontento entre los soldados era muy grande; llevaban varios años pasando calamidades sin conseguir ningún resultado. Pizarro intentó convencer a sus hombres para que siguieran adelante; sin embargo, la mayoría de sus huestes quería desertar y regresar. Allí se produjo la acción extrema de Pizarro de trazar una raya en el suelo de la isla, obligando a sus hombres a decidir entre seguir o no en la expedición descubridora. Tan solo cruzaron la línea los que posteriormente serían conocidos como losTrece de la Fama, o los Trece caballeros de la isla del Gallo, quienes fueron: Bartolomé Ruiz de Estrada, Pedro de Halcón, Alonso Briceño, Pedro de Candía, Antón de Carrión, Francisco de Cuéllar, García Jerén, Alonso de Molina, Martín de Paz, Cristóbal de Peralta, Nicolás de Ribera y Laredo, Domingo de Soraluce y Juan de la Torre.
Sobre la escena que se vivió en la isla del Gallo, luego de que Juan Tafur le transmitiera la orden del gobernador Pedro de los Ríos, nos la cuenta el historiador José Antonio del Busto:

El trujillano no se dejó ganar por la pasión y, desenvainando su espada, avanzó con ella desnuda hasta sus hombres. Se detuvo frente a ellos, los miró a todos y evitándose una arenga larga se limitó a decir, al tiempo que, según posteriores testimonios, trazaba con el arma una raya sobre la arena:
Por este lado se va a Panamá, a ser pobres, por este otro al Perú, a ser ricos; escoja el que fuere buen castellano lo que más bien le estuviere.

Un silencio de muerte rubricó las palabras del héroe, pero pasados los primeros instantes de la duda, se sintió crujir la arena húmeda bajo los borceguíes y las alpargatas de los valientes, que en número de trece, pasaron la raya. Pizarro, cuando los vio cruzar la línea, no poco se alegró, dando gracias a Dios por ello, pues había sido servido de ponelles en corazón la quedada. Sus nombres han quedado en la Historia.
José Antonio del Busto

Pizarro y los Trece de la Fama esperaron refuerzos cinco meses en la isla del Gallo, los cuales llegaron de Panamá enviados por Diego de Almagro y Hernando de Luque, al mando de Bartolomé Ruiz. El navío encontró a Pizarro y los suyos en la isla de la Gorgona, hambrientos y acosados por los indios. Ese mismo día, Pizarro ordenó zarpar hacia el sur. Pizarro no fue ni el primero ni el único que intentó la conquista del Perú. Dos años antes, en 1522, Pascual de Andagoya intentó la aventura: su expedición terminó en un estrepitoso fracaso. Sin embargo, las noticias de la existencia de «Birú» y de sus enormes riquezas en oro y plata influyeron sin duda en el ánimo de los asociados y pudieron haber sido decisivas en la toma de decisión para acometer la empresa. 
También se cree que en 1529 en virtud de Real Cédula despachada en Toledo el 1 de junio de ese año por frey Pedro Alonso , se unió a la orden de santiago.

## La conquista del Perú
Pizarro viajó a España junto con el bachiler Diego del Corral y el artillero Pedro de Candia, llegando a Sevilla en enero de 1529. Allí se topó con la justicia porque el bachiller Martín Fernández de Enciso le denunció por unas cuentas pendientes de su época en el Darién. Pizarro y Del Corral fueron encarcelados hasta que la Corona ordenó liberarlos el 6 de febrero, dejando eso sí sus bienes secuestrados. Pizarro partió entonces rápidamente hacia la Corte, que se encontraba en Toledo.
Con la Capitulación de Toledo de 1529, firmada por Isabel de Portugal con la autoridad del rey Carlos I, se concedieron los derechos de dominio sobre la zona de Perú explorada hasta ese entonces. El territorio que correspondía a Pizarro iba desde el río de Santiago (río de Tempula o Cayapas) en el norte de Ecuador, hasta el Cuzco. En 1531 Pizarro zarpó desde la ciudad de Panamá con 180 soldados, desembarcando cerca de Puerto Bolívar, en lo que ahora es la ciudad de Machala, que entonces formaba parte del Imperio incaico llamado Tahuantinsuyo, que se extendía desde Colombia hasta Chile con una población aproximada de 12 millones de personas.
Los incas tenían una leyenda sobre que un día el dios Huiracocha regresaría desde la tierra del sol poniente, una deidad que según ellos vestía de oro y plata, con barba blanca y ojos verdes, y que se había ido a través del océano Pacífico para volver en tiempos de gran necesidad. Los nativos norteños vieron la llegada de los españoles que tenían características semejantes a las de Huiracocha, narradas en su leyenda. Los tallanes le comunicaron a Atahualpa que los españoles eran dioses, dada su piel blanca, sus barbas, sus brillantes armaduras y que habían venido en grandes naves desde el océano Pacífico.
Atahualpa creyó el origen mitológico de los conquistadores y lo tomó como buen presagio en ánimos de acabar con la guerra civil en que estaba sumido el Tahuantinsuyo por la sucesión del emperador Inca Huayna Cápac, muerto por viruela. Los príncipes Huáscar y Atahualpa luchaban por la toma del Cuzco (capital del imperio).

### La captura de Atahualpa

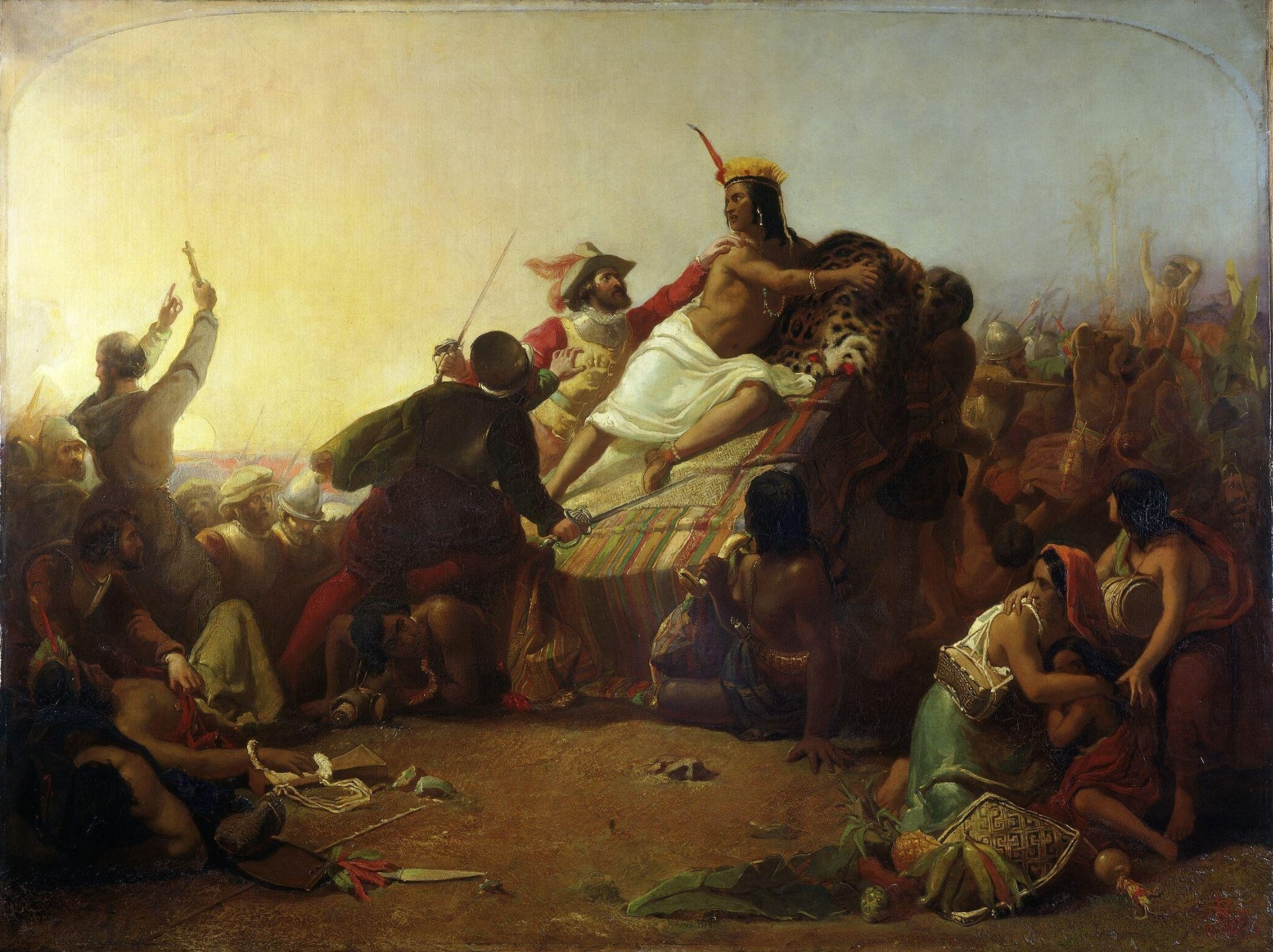
Pintura que representa a Pizarro capturando a Atahualpa.

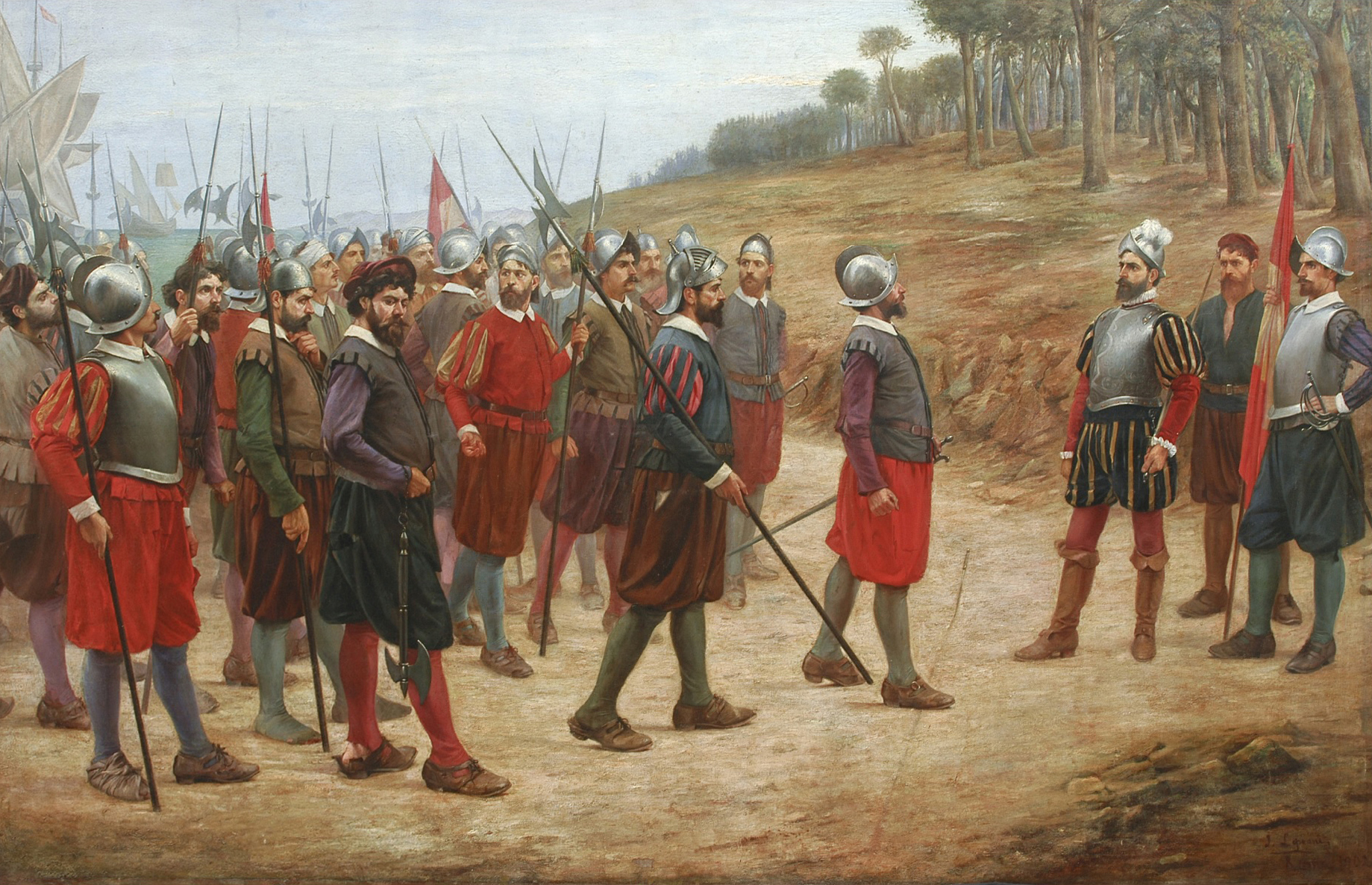
Los trece de la isla del Gallo, pintura de Juan Lepiani (1902)

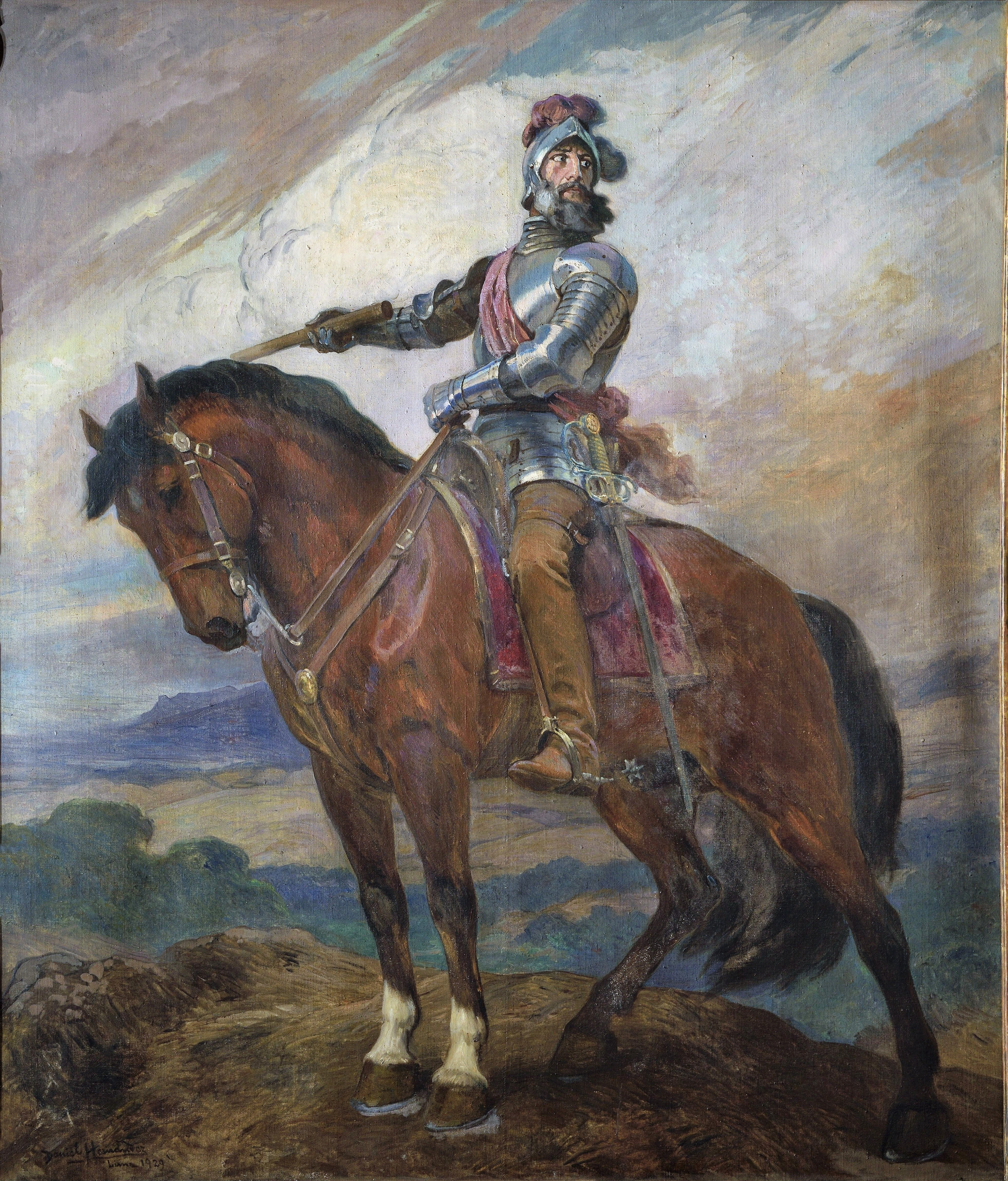
Francisco Pizarro a caballo, óleo de Daniel Hernández Morillo.

Fue invitado por Atahualpa a encontrarse en la fortaleza inca de Cajamarca, por intermedio de un emisario muy allegado a él. El emisario se encontró con los españoles en Caxas y además de llevarle regalos (patos desollados, vasijas en forma de fortaleza, etc.) midió las fuerzas de los españoles y lo invitó a continuar su marcha por el valle del Chancay, cerca del pueblo de Chongoyape hasta Cajamarca para entrevistarse con Atahualpa. Pizarro aceptó y le envió una fina camisa de Holanda y dos copas de vidrio al Inca como regalo. Así, se adentró en territorio inca con 168 soldados y 37 caballos, y se dirigió a Cajamarca.
Los españoles, al llegar a los núcleos incas, vieron que se trataba de una civilización avanzada, con sistemas de irrigación, una rica cultura y un ejército poderoso. Al llegar a la fortaleza de Cajamarca la encontraron casi vacía, y la exploraron inquietos temiendo una emboscada. Sin embargo, Atahualpa se encontraba en un manantial cercano con su hermana, sin preocuparse en absoluto por la presencia de los españoles. Pizarro deseaba hablar con Atahualpa, por lo que envió emisarios. El encuentro que tuvo lugar entre el inca y los enviados de Pizarro fue muy tenso. Atahualpa y sus hombres vistieron sus mejores galas en el recibimiento y tenían una pose muy seria. Los incas nunca habían visto caballos, de modo que los españoles decidieron permanecer en sus monturas, encabritarlos y hacerlos relinchar en presencia del monarca inca. Atahualpa respondió bebiendo del cráneo de un prisionero ejecutado. Posteriormente, ofreció copas de oro a los españoles, de las que ellos bebieron. Finalmente, prometió ir a Cajamarca al día siguiente a entrevistarse con Pizarro.
Los exploradores habían contado al menos 30 000 guerreros incas, por lo que iniciar una conquista militar sería imposible. La noche del 15 de noviembre de 1532, los españoles rezaron, pensando que sería la última vez. A la mañana siguiente, los españoles se prepararon para la batalla y se escondieron en un patio a esperar. Posteriormente, vinieron miles de soldados incas desarmados y los rodearon. Luego, vino un desfile de cientos de sirvientes limpiando el camino para el paso del rey Atahualpa, que iba subido en un trono de oro rodeado de sus líderes. Entonces el capellán de los españoles se acercó al trono con una cruz y una biblia, y pidió al rey que se retractara de sus creencias paganas y aceptara el bautismo y la autoridad del rey de España Carlos I. Atahualpa tomó la biblia, la examinó sin entender nada de lo que ponía y la arrojó al suelo, lo que fue interpretado como una blasfemia por los españoles y Pizarro ordenó abrir fuego. Los españoles posteriormente sacaron sus espadas, iniciaron el ataque y tomaron prisionero a Atahualpa (16 de noviembre de 1532).

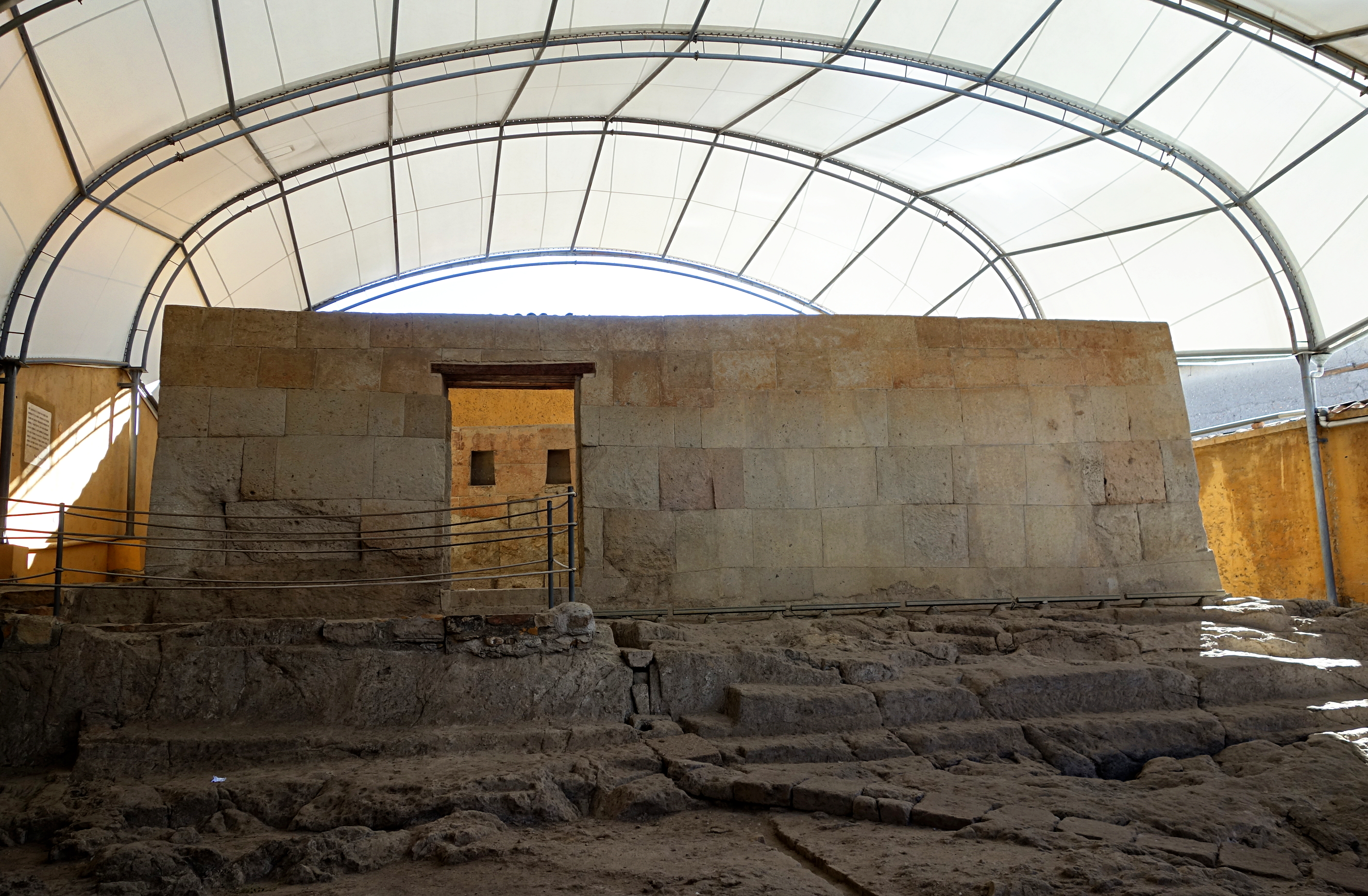
Cuarto del rescate de Atahualpa en Cajamarca. Los incas lo llenaron una vez de oro y dos de plata. El botín fue entregado a Pizarro.

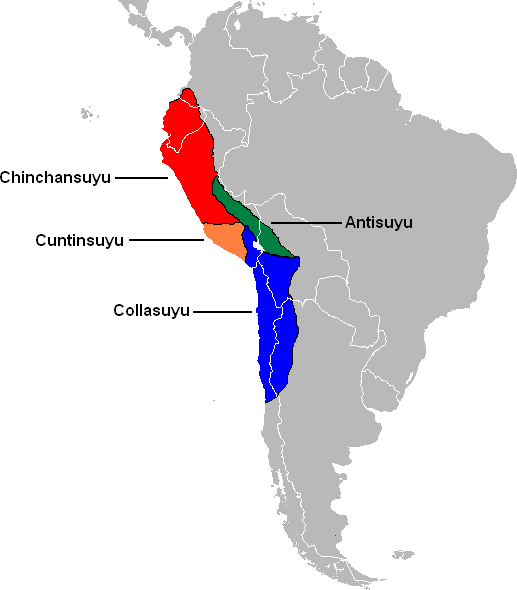
Imperio inca

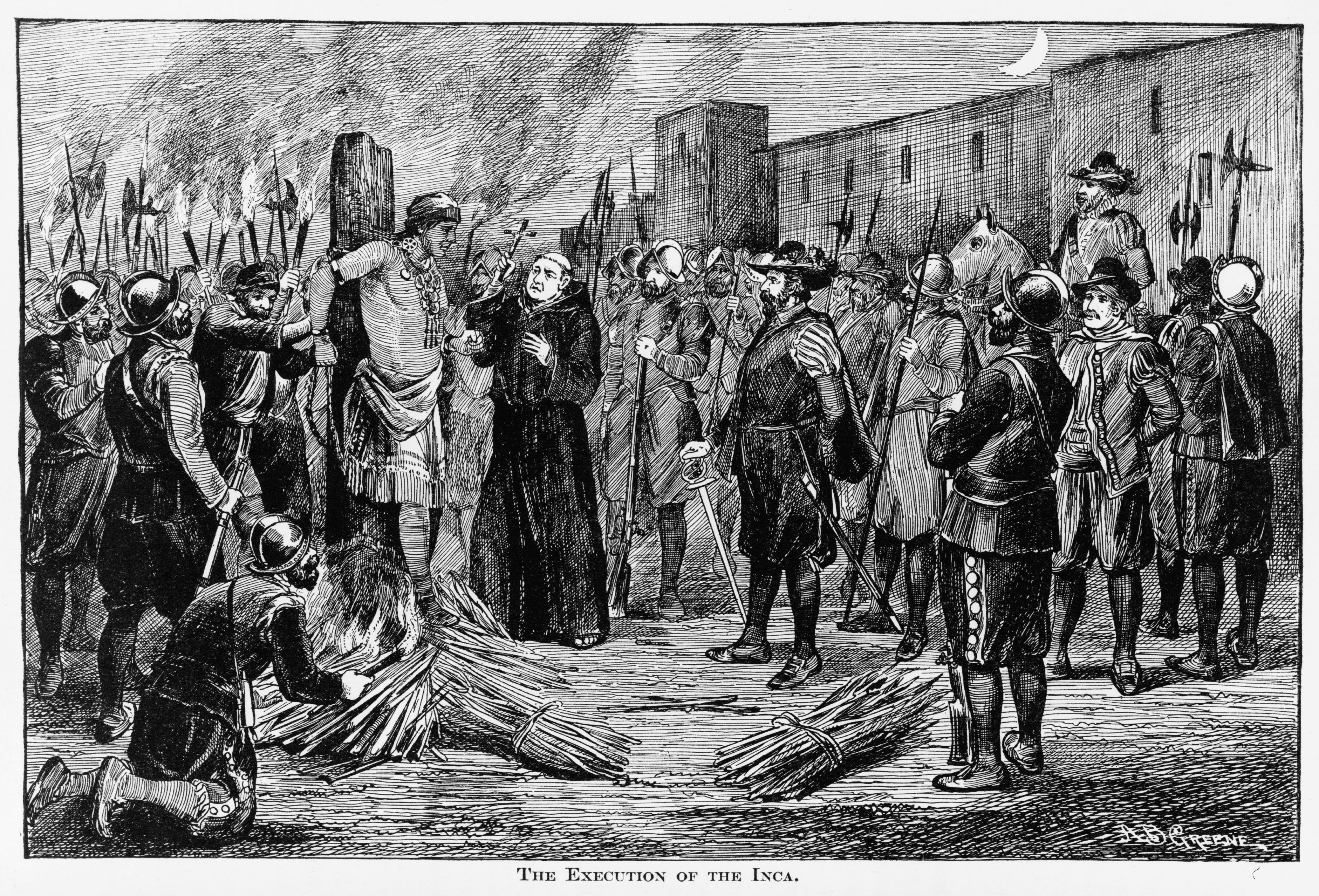
Ejecución de Atahualpa, según grabado de A. B. Greene (c. 1891).

Fue confinado en una sala de Cajamarca con sus tres esposas y se le dejaba seguir conduciendo sus asuntos de gobierno. Pizarro, además, hizo que el inca Atahualpa aprendiera el idioma español y le hizo aprender a leer y a escribir. De esta forma, fue posible comunicarse con el rey inca, que le informaba de sitios donde había oro. Además, jugaba partidas de juegos de mesa con el rey indígena. Pizarro emprendía con sus hombres exploraciones en busca del preciado metal. En una de ellas llegaron a encontrarse con la fortaleza de Sacsayhuamán, donde grupos de incas se resistían a los españoles. Los españoles atacaron la fortaleza y la conquistaron. En sus expediciones, encontraron desiertos, salinas e incluso hacia el Este, exploraron en la selva del Amazonas.
Para crear un vínculo más cercano, Atahualpa ofreció a su hermana favorita, Quispe Sisa (hija del emperador inca Huayna Cápac) en matrimonio a Pizarro. El conquistador la hizo bautizar como Inés Huaylas y tuvo dos hijos con ella: una primera hija a la que llamó como su padre, Francisca Pizarro Yupanqui, y Gonzalo, que murió joven. 
Atahualpa propuso a Pizarro llenar la habitación donde se encontraba preso, el conocido como Cuarto del Rescate, dos veces, una con oro y otra con plata a cambio de su libertad, lo que Pizarro aceptó. Los súbditos trajeron oro en llamas durante tres meses hacia Cajamarca de todas las partes del reino para salvar su vida. Finalmente lograron reunirse 84 toneladas de oro y 164 de plata.
Francisco Pizarro ordenó la ejecución de Atahualpa, mientras estuvo prisionero. A pesar de haber recibido el rescate más alto de la historia, lo mandó ajusticiar la noche del 26 de julio de 1533 por los delitos de sublevación, poligamia, adoración de falsos ídolos y por haber ordenado ejecutar a su hermano Huáscar. Además, se creía que había mandado un ejército para luchar contra los españoles desde el sur hacia el norte comandado por el general Chalcuchímac. Se le ofreció ser quemado vivo, o convertirse al cristianismo y ser estrangulado, y eligió la segunda opción. El rey inca fue ejecutado en el poste, después de que el sacerdote lo bautizara dándole el nombre cristiano de Francisco. Esa noche, miles de súbditos de Atahualpa se suicidaron para seguir a su señor al otro mundo.
Pese a la creencia popular, Pizarro (y toda su facción, en la que se encontraban Hernando Pizarro y Hernando de Soto) de hecho no quería matar a Atahualpa, puesto que quienes hicieron mayor presión había sido una facción liderada por Diego de Almagro (en la que se encontraban también Vicente de Valverde y Alonso de Riquelme), quienes tenían la creencia paranoica de que el Sapa Inca aparentemente buscaba ganar tiempo con el oro del rescate, mientras en realidad estaría formando un gran ejército para liberarlo y asesinar a los españoles (esto empezó porque habían indígenas que afirmaban haber sido atacados por el ejército inca y que habían 50000 hombres a 3 leguas del recinto, aunque la facción de Pizarro, en la que se encontraban Pedro Cieza de León, Juan de Betanzos y Pedro Pizarro, consideraban que eran rumores de Felipillo, que estaba resentido con Atahualpa), aunque Atahualpa afirmaría que las supuestas tropas en realidad eran de los huascaristas. Entonces, Pizarro solo habría ordenado la ejecución por presión de sus socios almagristas que argumentaban que más importaba la seguridad de la empresa (ya que los soldados españoles no tendrían posibilidad de ganarle al ejército incaico), mientras que los pizarristas eran más partidarios de enviar a Atahualpa a España a entablar relaciones con Carlos I de España (mientras la facción almagrista rechazó tal opción arguyendo falta de tiempo, influyendo en que Francisco Pizarro se deshiciera de los defensores de Atahualpa para evitar una guerra civil entre españoles). De hecho, cronistas como Pedro Cieza de León o Pedro Pizarro mencionan que Pizarro estaba deprimido por haber asesinado a quien ya había logrado apreciar y considerar como un amigo (pues ambos comían y jugaban a cartas, ajedrez o dados), a palabras de Pedro Pizarro: «Yo vide llorar al marqués de pesar por no podelle dar la vida…».

### Toma del Cuzco
Pizarro mantuvo una estrecha alianza con la nobleza incaica, partidaria de Huáscar, lo que le permitió completar la conquista del Cuzco el 15 de noviembre de 1533, defendida enérgicamente por Quizquiz, el general de los ejércitos de Atahualpa, quien no pudo evitar la pérdida de la ciudad. En esta fase fueron decisivas las deserciones a la causa de los incas de gran parte de las tribus sujetas a los señores del Cuzco, que se pusieron del lado de los conquistadores. Los españoles trabajaron astutamente para alimentar estas rivalidades y nombraron gobernantes títeres para que dirigieran sus propios fines, confiando en la lealtad del pueblo a las instituciones incas. Túpac Hualpa fue el primero de estos "colaboracionistas" y, a su muerte, fue elegido Manco Inca, un hermano de Atahualpa ya leal a Huáscar, quien sin embargo habría resultado cualquier cosa menos maniobrable.

## Gobernador de Nueva Castilla

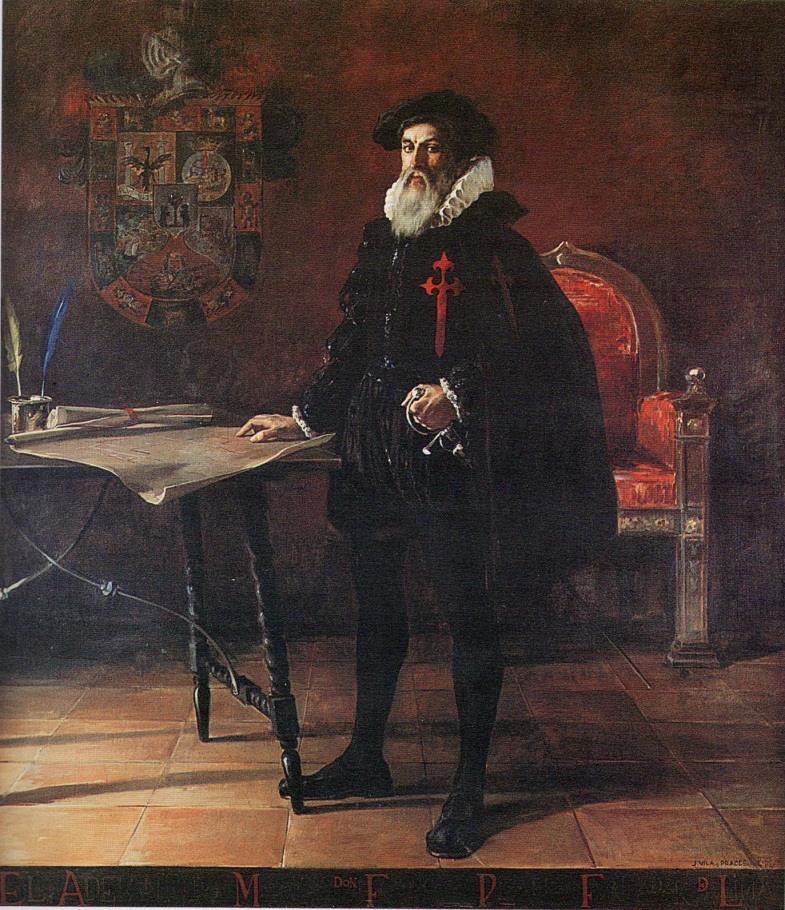
El marqués Francisco Pizarro fue adelantado y primer gobernador de Nueva Castilla, que fue la base territorial sobre la cual se asentó y expandió el Virreinato del Perú.

Pizarro, por su parte, ahora gobernador de un vasto territorio, aspiraba a estructurar los territorios administrados de una forma que prestigiara el importante cargo que ocupaba. Cuzco había sido la capital de los incas, un pueblo montañés cuyos intereses estaban lejos del mar. Los españoles, en cambio, necesitaban un acceso al mar que les garantizara relaciones duraderas con otros territorios. Se decidió entonces fundar una nueva capital en la costa y el propio Pizarro se dedicó a su construcción. La ciudad, fundada el 18 de enero de 1535, tenía el nombre de Ciudad de los Reyes; más tarde pasó a llamarse Lima y siguió siendo la capital del Virreinato del Perú y posteriormente de la República del Perú. Los territorios aún inexplorados fueron conquistados posteriormente y Pizarro repartió generosamente entre sus compañeros los cargos y deberes, creando una red de fieles colaboradores que le debían las riquezas adquiridas.
Mientras tanto, su hermano Hernando Pizarro, que había partido a España para entregar el Quinto del Rey a la corona, regresó portando el título de marqués para su hermano Francisco, y el de adelantado para Almagro, al cual se le habían concedido 200 leguas al sur del territorio atribuido a Pizarro. Sin embargo, aún quedaban algunas cuestiones por definir para que el nuevo gobernador pudiera disfrutar en paz de los sensacionales éxitos que había obtenido. Manco Inca preparaba una revuelta y su antiguo colaborador, Diego de Almagro, amenazó con graves reclamaciones sobre sus derechos lesionados.

### Guerra civil entre conquistadores

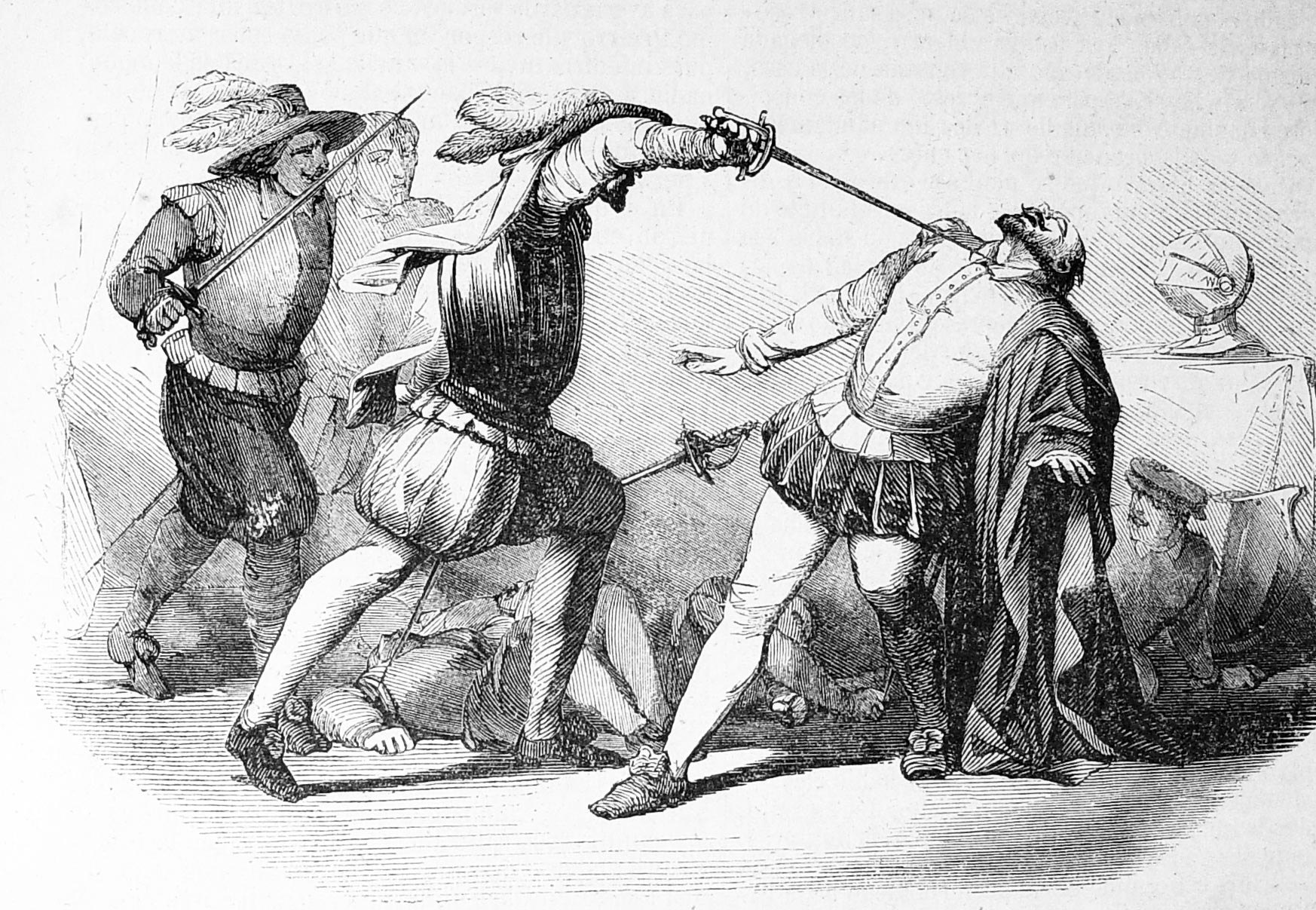
Asesinato de Francisco Pizarro a manos de los almagristas, según un grabado del. Una versión muy extendida atribuye a Juan de Rada la estocada mortal en la garganta que acabó con la vida del marqués gobernador.

Diego de Almagro, considerando que el Cuzco estaba dentro de su jurisdicción, destituyó a Juan Pizarro y lo encarceló junto a su hermano Gonzalo. Francisco acudió desde Lima y firmó un acuerdo con Almagro en Cuzco, tras lo cual Almagro partió para Chile. A la vuelta de su infructuosa expedición, Almagro trata de ocupar de nuevo el Cuzco, defendido por su regidor Hernando Pizarro, estaba resistiendo un largo cerco por parte de los incas sublevados al mando de Manco Inca, que había conseguido huir de los españoles.
Mientras tanto, en Lima, Pizarro sufrió también el cerco de dicha ciudad por parte de Quizu Yupanqui, general y pariente de Manco Inca; quien tras estar a punto de tomar la capital, pereció en la batalla. La victoria de Pizarro en Lima se debió a su estratégica alianza con los señores étnicos enemigos de los incas. En este caso en particular, destacó la alianza con el curaca de huaylas. Estos acudieron a Lima con cinco mil hombres, quienes pelearon junto a los españoles en la defensa de Lima frente al cerco y ataque de Quizu Yupanqui. Tras la llegada de Almagro al Cuzco, Manco Inca levantó el cerco, lo que aprovechó Almagro para encarcelar a Hernando y Gonzalo Pizarro. Tras derrotar al lugarteniente de Pizarro, Alonso de Alvarado, en la batalla de Abancay, llegó a un nuevo acuerdo con Pizarro en Mala (1537), por el que Hernando fue puesto en libertad.
La paz fue corta y ambos bandos volvieron a enfrentarse en la batalla de las Salinas (1538), cerca de Cuzco. Los almagristas fueron derrotados y su líder, encarcelado. Tiempo después, fue condenado a muerte y ejecutado por Hernando Pizarro, sin la autoría de su hermano Francisco, en la Plaza de Armas del Cuzco (8 de julio de 1538). Tras la muerte de Almagro, Pizarro se dedicó a consolidar los territorios fundados y a fomentar las actividades exploradoras (envió a su hermano Gonzalo a Quito y a Pedro de Valdivia a Chile).

## Muerte

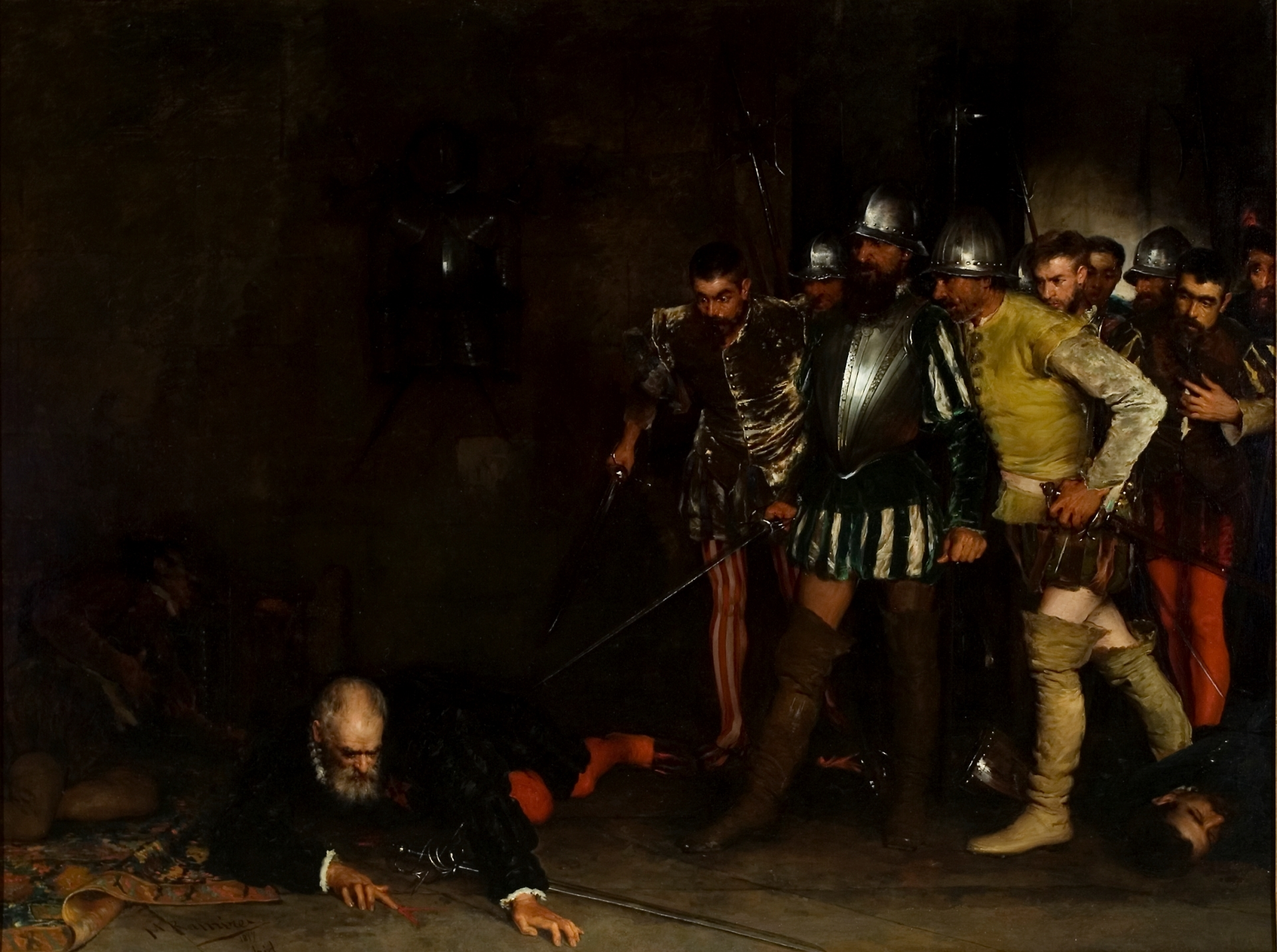
La muerte de Francisco Pizarro, óleo de Manuel Ramírez (Museo del Prado)

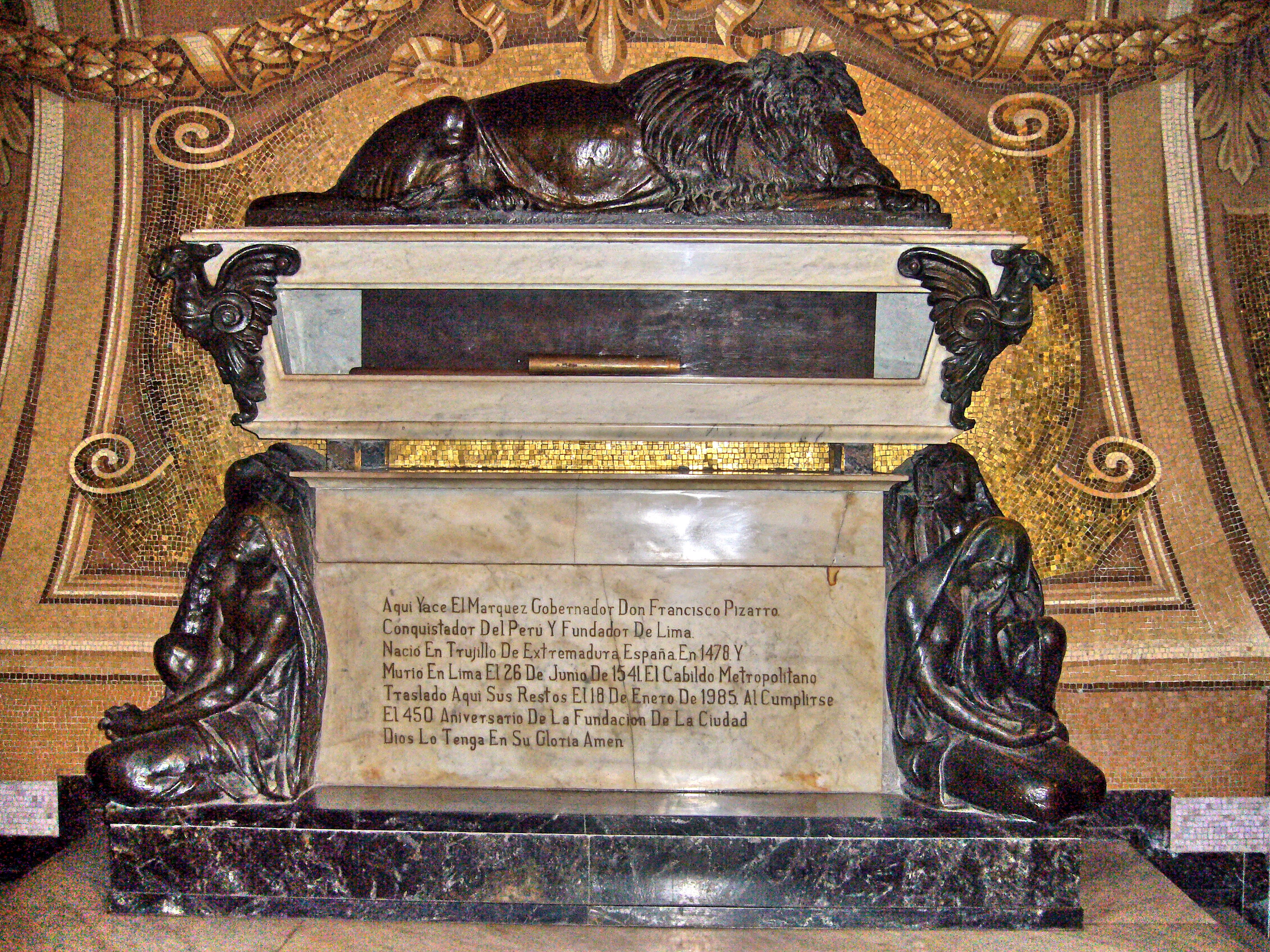
Tumba de Francisco Pizarro en una capilla ubicada en la nave derecha de la catedral de Lima. Epitafio:Aquí yace el [Marquez] Gobernador Don Francisco Pizarro. Conquistador del Perú y fundador de Lima. Nació en Trujillo de Extremadura, España en 1478 y murió en Lima el 26 de junio de 1541. El cabildo Metropolitano trasladó aquí sus restos el 18 de enero de 1985. Al cumplirse el 450 aniversario de la fundación de la Ciudad. Dios lo tenga en su gloria. Amén

Los partidarios de Almagro se agruparon en torno a su hijo Almagro el Mozo, con el fin de acabar con el gobierno de Pizarro amenazando con matarlo. Los doce almagristas, comandados por Juan de Rada iniciaron un complot con el que se abastecieron de armas. La mañana del domingo 26 de junio de 1541, enterado de que su vida corría peligro, Pizarro no salió a la misa dominical de la Catedral y la oyó en su casa. Luego de la misa, los almagristas lo buscaron en la catedral, y después cruzaron la plaza en dirección al palacio del Marqués Gobernador gritando: "¡Viva el Rey, muera el tirano!". Pizarro, quien se encontraba almorzando con un grupo de amigos, logró ser advertido con poco tiempo de que el grupo estaba a las puertas de su residencia, por lo que dejó el comedor y pasó a armarse a su dormitorio. Cuando regresó al comedor, sus invitados ya habían huido y solo quedaban su medio hermano, Francisco Martín de Alcántara, Gómez de Luna y los pajes Tordoya y Vargas.
El historiador José Antonio del Busto relata la escena del asesinato de Pizarro: 

Los asesinos, a cuyo frente venía Juan de Rada, subieron la escalera y hallaron en su puerta abierta a Francisco de Chaves, quien tenía la orden de mantenerla cerrada. Suprimiendo todo diálogo, lo mataron de una estocada y penetraron al comedor. El viejo Marqués, que por terminar de abrocharse las coracinas había tornado a su dormitorio, salió al encuentro de los intrusos con la espada desenvainada, reuniéndose con sus cuatro leales compañeros y dirigiéndose de modo particular a su hermano para decirle: ¡A ellos, hermano, que nosotros nos bastamos para estos traidores! Los doce almagristas se limitaron a mantenerse en guardia, gritándole con ira y odio: ¡Traidor!

La lucha se entabló sin ninguna ventaja para los de Chile. Al tiempo que luchaba, Pizarro enrostraba a sus atacantes. Había tomado el primer puesto en la pelea y tanto era su brío que no había adversario que se atreviera a propasar la puerta. En eso cayó Francisco Martín con una estocada en el pecho, también los dos pajes y Gómez de Luna. Solo se puso entonces a defender el umbral, desesperando a sus contrincantes que, acobardados, pedían lanzas para matarlo de lejos. No se retrajo por ello el Marqués, antes bien, pretendiendo desanimar a sus enemigos, siguió combatiendo con más intensidad que antes. Tan animoso se mostró, que Juan de Rada entendió que así no lo vencerían nunca y, recurriendo a un ardid traicionero, tomó a uno de los suyos apellidado Narváez y lo empujó hacia Pizarro; el Marqués lo recibió con su espada, pero el peso del cuerpo lo hizo retroceder, aprovechando entonces los almagristas para penetrar el umbral a la carrera y rodearlo. Pizarro continuó la lucha, ya no atacaba, se defendía. El anillo de asesinos giró con frenesí de odio, luego se cerró con intención de muerte. Cuando el anillo se abrió, el Marqués estaba lleno de heridas, una de ellas en el cuello. Pizarro, caído sobre el brazo derecho, tenía el codo lastimado; sus ropas estaban manchadas de sangre, ésta le emanaba a borbotones, pero sin mostrar flaqueza ni falta de ánimo, trató de levantarse para seguir luchando. Sin embargo, las fuerzas no le ayudaron y, todavía consciente, se desplomó sobre el piso ensangrentado. 

Sintiendo las ansias de la muerte, se llevó la mano diestra a la garganta y, mojando sus dedos en la sangre, hizo la cruz con ellos; luego balbuceó el nombre de Cristo e inclinó la cabeza para darle un beso a la cruz... Entonces uno de los asesinos le dio una estocada en el cuello, otro quiso ultimarlo y, tomando una alcarraza, se la quebró en el rostro. El Marqués se desplomó pesadamente y quedó quieto en el suelo. Así, mientras los asesinos salían gritando: ¡Viva el Rey, muerto el tirano!, y los rezagados bajaban fatigados la escalera comentando ¡cómo era valiente hombre el marqués!, arriba —con el rostro hundido en su sangre guerrera— yacía el Conquistador del Perú.

Análisis forense de sus huesos
Sus huesos, que yacen en la catedral de Lima, fueron estudiados por el antropólogo forense Edwin Greenwich Centeno en 2007, quien llegó a la conclusión de que Pizarro murió con al menos veinte heridas de espada; cuenta con detalle la sucesión de hechos según las huellas de las armas dejadas en los huesos. Greenwich afirma que por las evidencias «Pizarro se defendió bravamente» ya que recibió una estocada que indica el vaciado del ojo izquierdo y otro corte recto en el pómulo derecho. También le cercenaron de tajo parte del hueso de un codo. También existen cortes en la sexta vértebra torácica, en el pecho, en la primera lumbar y en el estómago.
Entre las heridas más graves se encuentran dos que fueron mortales de necesidad: en la zona de la garganta, entre la cuarta y quinta vértebra cervical. Se ve la impronta de una espada, que entra, corta y fractura el hueso. Mientras que la otra lesión perimórtem o post mortem, es un intento de decapitamiento que se ubica en la primera vértebra cervical, el corte vino desde el lado derecho y se acercó a una arteria que lleva sangre al cerebro. Finalmente, las fracturas en el cráneo, que son del cántaro con el que le golpearon al final.
Estado de salud en el día de su muerte
Falleció pasados los sesenta años de edad, un sobreviviente para su época; de complexión robusta, sobrepasaba 1,74 m de estatura, sufría de artrosis y artritis, con problemas en sus articulaciones. Tenía hernias discales. Sufría dolor y caminaba con dificultad. Ya no podía cabalgar y no comía carne. Tenía crecimientos óseos por los talones, lo que indica que caminó mucho en su vida.

### Testamento
El testamento de Pizarro estaba en proceso desde 1537 que se hizo la redacción de un primer borrador completo. Tiempo antes de su muerte, Pizarro declaró su gran amor que tenía por su hija Francisca Pizarro Yupanqui, ordenando que se le de una herencia de 12000 pesos de oro, junto a "lo mejor parado de mis bienes" que sería entregado en  un arca de tres llaves depositadas en el Convento de Santo Domingo de Lima, mientras que su hijo varón, Gonzalo Pizarro, fue designado como heredero universal y obteniendo así el mayorazgo, patrón de las capellanías, sucesión en el Marquesado y en la Gobernación del Perú (y que si el falleciera, ello correspondiera a Francisca inmediatamente). También, debido a su cariño que siempre mostro a sus criados y servidores (a los que trato como si fueran familia, con un sentimiento intenso que alcanzaba al indio y al esclavo), y en general para todas las personas humildes y empobrecidas (virtud señalada por Pedro Pizarro, Agustín de Zárate e Inca Garcilaso), estableció que de morir, se liberase a su esclavo Alonso Negro, otorgándole una dote en oro por sus excelentes servicios, para su antiguo capellán, García Díaz Arias (que había logrado ser obispo de Quito) se ordenó que le paguen 200 pesos de oro por cada año de servicio (aumentándose a 1000 pesos de oro, junto al encargo de rogar por su ánima), y se ordenó en general que se deposite entre 100 pesos a 3000 pesos de oro por año a cada uno de sus pajes, sirvientes y ayudantes de campo, siendo beneficiados Jerónimo de Añasco, Pedro Pizarro e incluso Gaspar,  (su repostero) con 60 pesos por año. Incluyó también una donación de sus riquezas para los indios y negros desde Panamá a Lima para su protección y evangelización, y otra por caridad para los pobres y desposeídos de la ciudad de los Reyes, para obras sociales y filantrópicas (como la construcción y manteniemiento de hospitales o la financiación de la Iglesia católica). También hubo donaciones en beneficio de los europeos, por el cual otorga dotes para doncellas pobres en Trujillo (España) y lega cantidades de dinero para rescatar cautivos cristianos de los turcos por causa de las Guerras habsburgo-otomanas y la Piratería berberisca. También estuvo en su voluntad de que Hernando Pizarro, de ser el heredero legítimo de los derechos de su padre, recibiría toda la fortuna restante de Pizarro, pero si los herederos fueran Juan Pizarro y Gonzalo Pizarro, estos recibirían la mitad de la fortuna restante de Pizarro. Se agregó una herencia de 2000 pesos de oro a su hermana de lado paterno Graciana Pizarra y también a un pariente inédito como el clérigo Baltasar Pizarro, mientras que a un hermano de lado materno también le correspondió esa cantidad, Francisco Martín de Alcántara, mientras que a hermanos del hermano de Pizarro, Juan Martín de Alcántara y María Fernández, le correspondieron 500 pesos.
También hubo documentos en los que hubo órdenes antes que entrega de bienes. En la introducción se ordena la fundación de una Iglesia y Capellanía en Trujillo (España) en honor de Nuestra Señora de la Concepción (debido a la alta devoción que Pizarro tenía a la Virgen María), solicitando además que se construya cerca de la casa de su padre, Gonzalo Pizarro Rodríguez de Aguilar, y que su hermana Inés Rodríguez de Aguilar se encargue de determinar los detalles para la construcción de la obra. En otras cláusulas se presenta su voluntad de que se nombre a Los Chávez y los Núñez como tutor de sus hijos (Gonzalo, Francisco, Francisca y Juan), en específico a Juan de Barbarán, pidiendo que sepan leer y escribir y esperando que su hijo Gonzalo "sea docto en la gramática e latín" (incluido una recomendación de trasladarlos a Trujillo en Europa, en caso el Rey de España no reconociera sus derechos en el Perú). Al licenciado Gaspar de Espinosa, por su contribución económica a los gastos de conquista y la confianza obtenida por sus esfuerzos por mediar en medio de las Guerras civiles entre los conquistadores del Perú, lo consideró un amigo sincero y le dio la responsabilidad de resolver la suerte de sus hijos, teniendo el deber de determinar si debían seguir radicados en el Perú o establecerse en España (confesando además que fue él quien redacto el documento del testamento). Agregó un compromiso para obtener del Vaticano la concesión de bulas e indulgencias plenarias para todos los futuros limeños que concurriesen a la festividad de los Reyes Magos, el cual debía celebrarse con gran solemnidad en la Catedral de Lima, en donde quería ser sepultado al pie de las gradas del altar mayor, siendo señal de humildad. También pidió que se haga un Retablo en Castilla en el que estuviera en el centro una pintura sobre el nacimiento de Jesús, como redentor de la humanidad y con el ofrecimiento de los bienaventurados tres Reyes Magos, hecho por las mejores manos artistas que se pudieran encontrar; aquello evidenciaría que estaba pendiente de los movimientos culturales del Renacimiento español, muy interesado en el desarrollo intelectual de la sociedad a pesar de su analfabetismo. Agregó además un mandato, respecto a la ley de sucesión de la Casa de Pizarro, sobre que cualquiera que herede bienes y capellanías, aun por línea femenina, tendría que llevar el nombre de Pizarro y heredar los mismos títulos nobiliarios de sus padres y abuelos, anhelando que su casa, nombre y escudo de Pizarro perdurasen eternamente, con mucho celo por garantizar la legítima sucesión de sus honores entre su familia. Se incluyó varias cláusulas pidiendo a la familia Pizarro que realicen su voluntad de sincera reconciliación con los Almagro, sin señal alguna de engaño o perfidia, en tanto que mostro sincera disposición a cumplir las órdenes reales relativas a la gobernación de Almagro, sin alguna pretensión de arrebatarle a éste lo que el Rey le hubiera otorgado, por lo cual sentencio que sus representantes post mortem cumplan lealmente sus compromisos hechos con Diego de Almagro (como el contrato de compañía universal de sus bienes del 15 de enero de 1535), rogando por la liquidación de las cuentas pendientes de la compañía "en poblar e conquistar e descubrir nuestras governaciones", y suplicando a Almagro "que mire por los dichos mis hijos como por propios suyos" mientras recomienda a sus familiares que "a todos los quales ruego y encargo que tengan e acaten al dicho Adelantado don Diego de Almagro como lo hazian e hizieron a mi persona"; sin embargo, luego de la agresión que hizo Almagro contra Pizarro en la Batalla de las Salinas, su paciencia se había acabado y se pidió (probablemente en 1539 tras la "Minuta enmendada") una revisión de esta cláusula generosa sobre los gastos, no por venganza, si no por ser un hecho consumado que Diego de Almagro habría violado el pacto de gastos comunes con su división (disolviéndose la compañía en 1536), sin mostrarse deseos de extorsionar o provocar un exterminio económico a su Familia. Finalmente, ordena que se realicen misas "por las animas de algunas personas pobres que murieron en el descubrimiento que yo hize en estas partes" y también para "las ánimas de los yndios cristianos que an muerto en mi servicio en el dicho descubrimiento y en mi casa".

## Legado

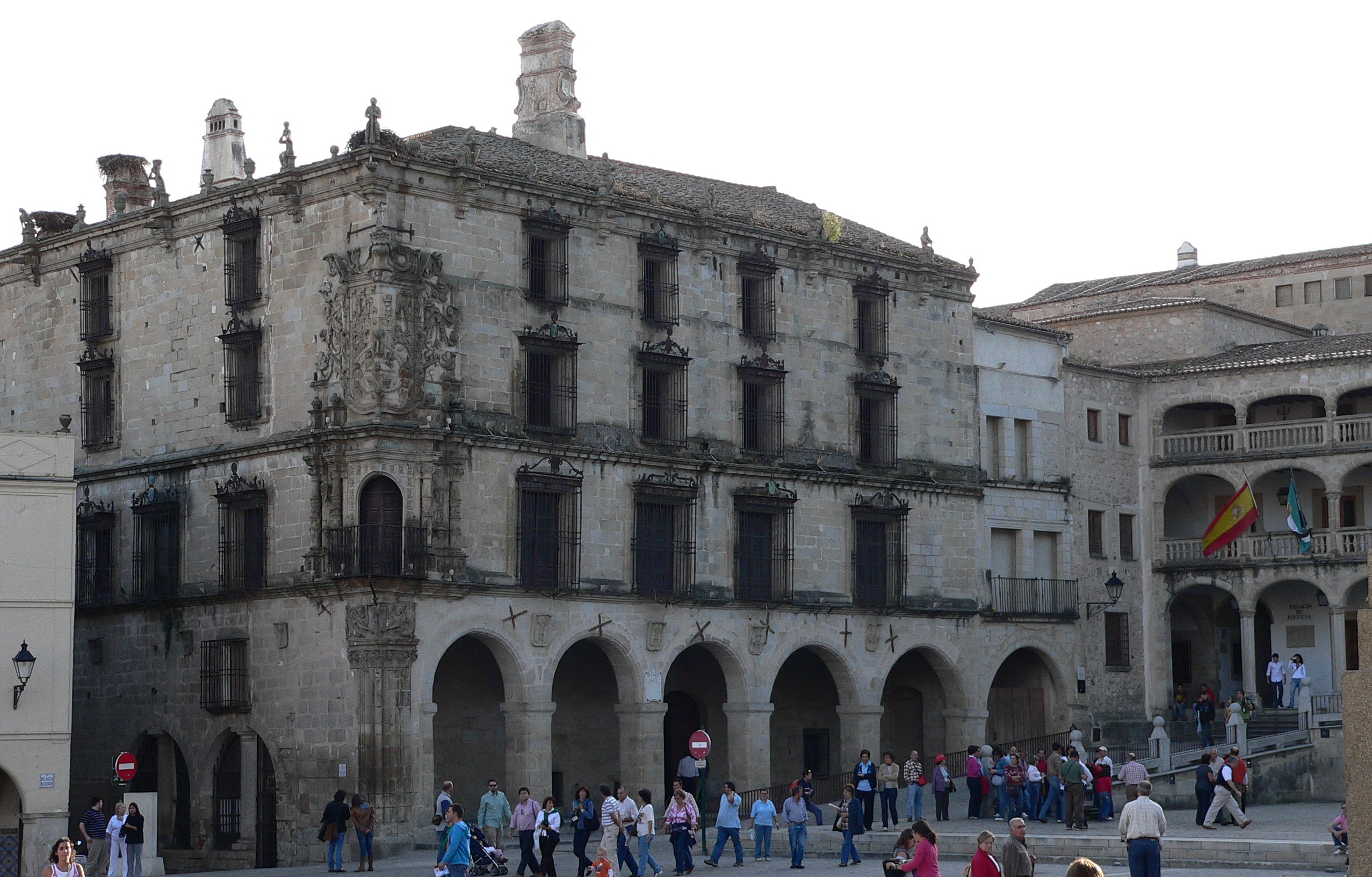
Palacio de la Conquista en Trujillo (España).

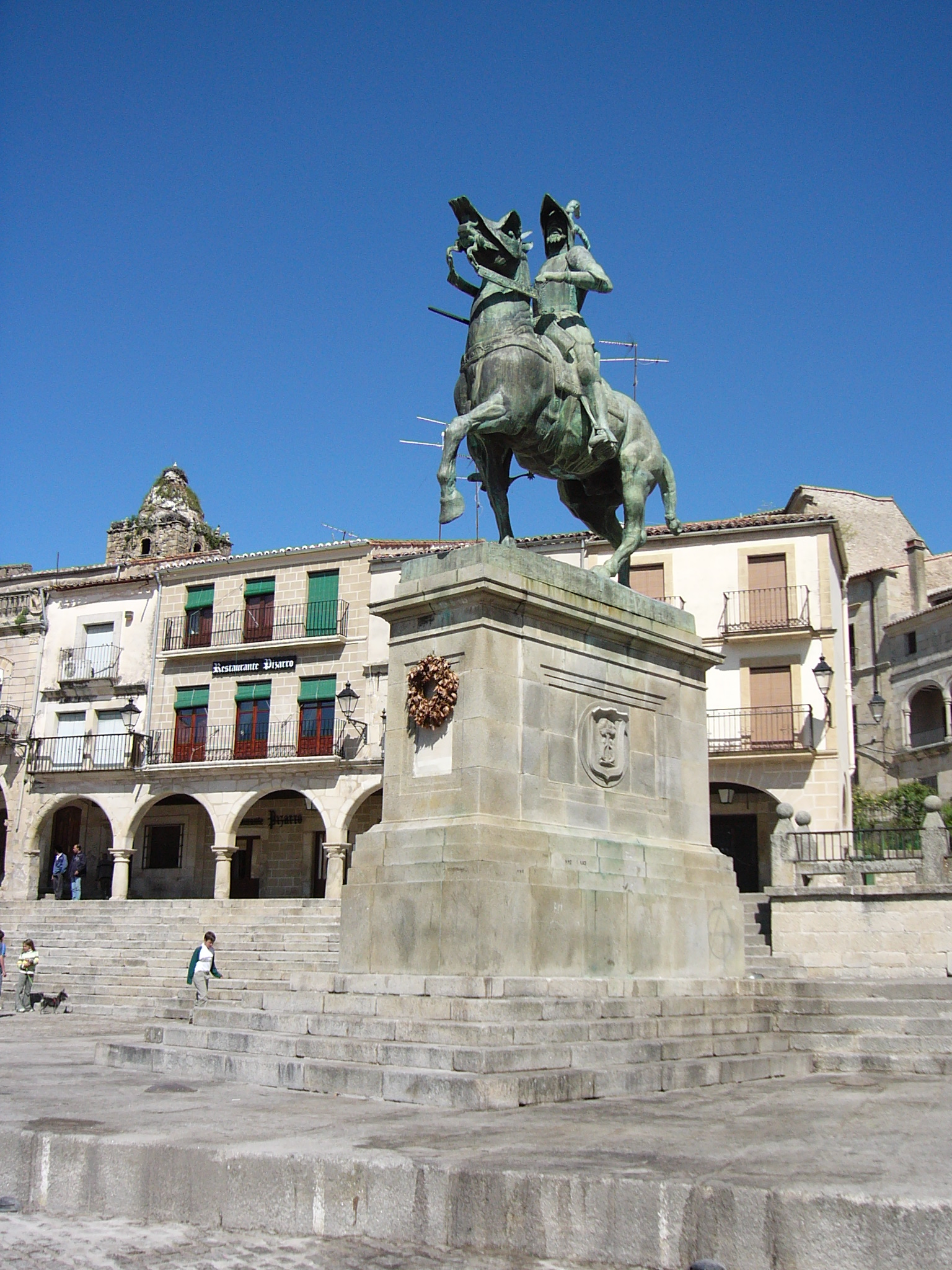
Estatua de Francisco Pizarro en Trujillo (España)

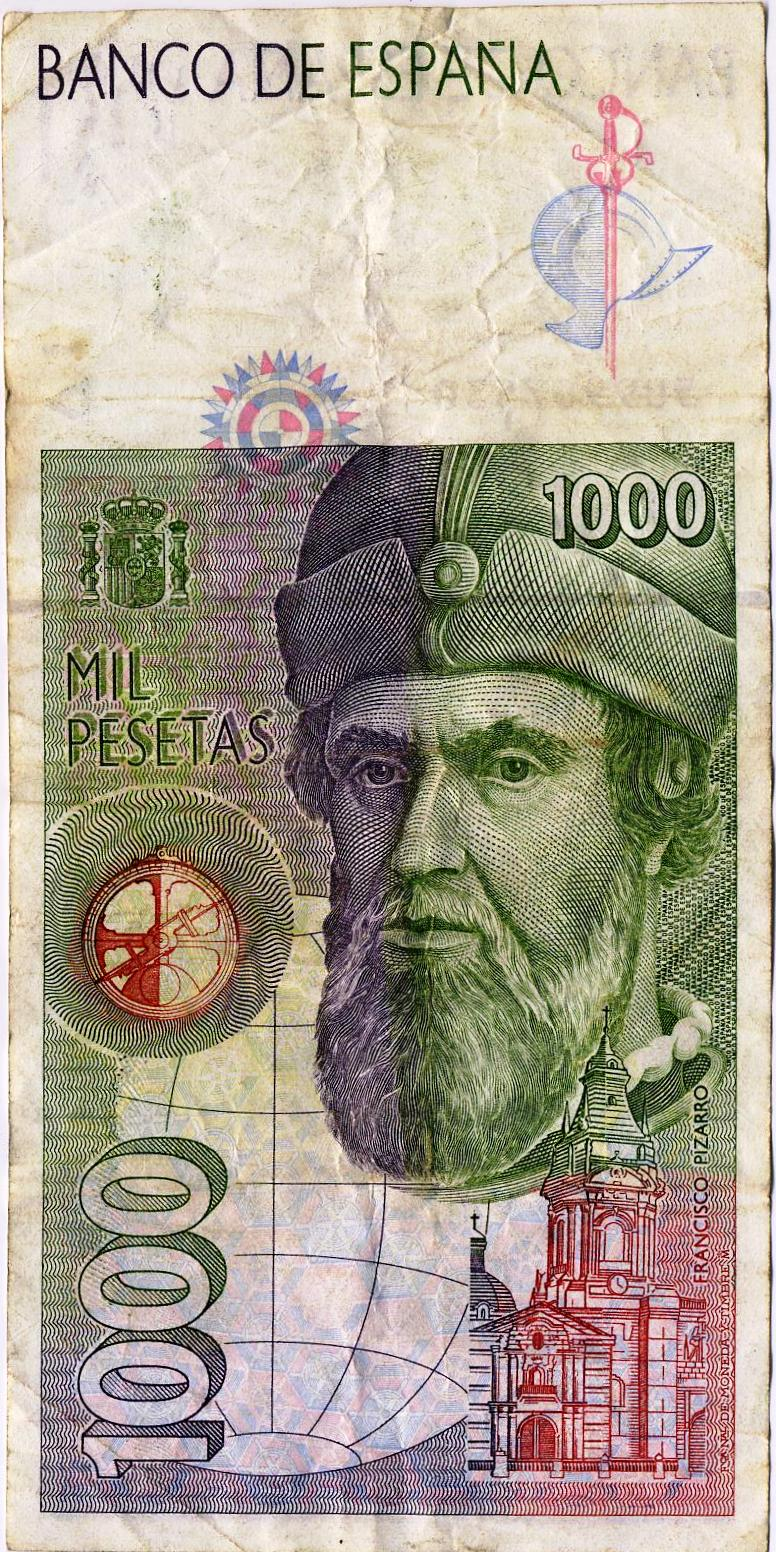
Pizarro en un billete español de 1000 pesetas de 1992

Después de su regreso del Perú, una notoriamente enriquecida familia Pizarro erigió en la esquina sureste de la Plaza Mayor de Trujillo y al costado del Ayuntamiento, en la ciudad natal del conquistador, un palacio de estilo plateresco del siglo XVI mandado construir por su hija, Francisca Pizarro Yupanqui. Conocido como Palacio de la Conquista, este opulento palacio se estructura en cuatro plantas, siendo significativo el escudo de armas de la familia Pizarro que se encuentra en el balcón de la esquina con su contenido iconográfico. En uno de sus lados está Francisco Pizarro y en el otro, su esposa, la princesa inca Inés Huaylas, su hija Francisca Pizarro Yupanqui y su esposo Hernando Pizarro. Coronan este edificio doce elegantes esculturas que representan alegorías de los vicios y virtudes. Son notables sus chimeneas, ventanas y artísticas rejas de forja.
El escultor estadounidense Charles Cary Rumsey (1879-1922) realizó una estatua ecuestre del conquistador, de la que existen tres copias ubicadas en las ciudades de Trujillo (España), Lima (Perú) y Búfalo (Estados Unidos).
En Perú existió una Plaza Pizarro en una esquina de la Plaza Mayor de Lima donde se instaló la estatua ecuestre de Pizarro; en 2003, el ayuntamiento de Lima optó por renombrar la plaza como Plaza Perú.

## Controversias
A Francisco Pizarro se le ha dado una campaña de desprestigio entre la Historiografía peruana para ver su biografía como la de un personaje oscuro y brutal por su papel en la Conquista del Perú, relatada como una tragedia en el desarrollo de la identidad nacional. Habiendo sido tildado de genocida, racista, fanático religioso, ignorante, barbárico, criador de cerdos, incompetente militar, (que le debía todas sus victorias a su superioridad tecnológica), y que fue el destructor del Imperio Inca por su codicia y supremacismo europeo que aniquiló la cultura indígena con tal de saquear oro; provocando que su imagen en la cultura popular este inmersa de peyorativos y profundo rechazo. Algunos historiadores de la época republicana del Perú, como Raúl Porras Barrenechea, José Antonio del Busto, Manuel Ballesteros Gaibrois y Guillermo Lhomann Villena, han intentado evitar algunos de estos tópicos en sus biografía. La obra Francisco Pizarro. Testimonio, escrita por Guillermo Lhomann Villena en el año 1986, muestra sus virtudes (a través de cartas, documentos oficiales y testimonios dictados oralmente por Pizarro a sus secretarios) de ser un estadista, legislador, fundador de ciudades, e incluso su sensibilidad que mostro hacía los nativos, junto a sus tradicionales formas de vida indígenas. También se ve como se las ingeniaba para lidiar con sus problemas económicos para mantener a su ejército, o como resolvía las constantes intrigas de soldados y las revueltas de compañeros de armas, de subordinados y hasta de amistades.
Existen fuentes de la época que suelen ser discriminadas entre la corriente oficial, pero que mostrarían a un Pizarro más real y menos distorsionado, como las llamadas Crónicas de Indias, que aunque no exento de sombras (ya que los biógrafos tomaron más en cuenta los hechos negativos que los positivos), se aleja de la estereotipada visión de barbarismo.
En cuanto a su visión de la cultura indígena, habría sido en realidad de gran respeto por su desarrollo institucional del Imperio Incaico, haciendo esfuerzos sinceros por respetar los pactos con los gobernantes indios (la Casa real incaica) e integrarlos como una Nobleza indígena en una República de Indios, con un Fuero propio donde se mantendrían sus costumbres y leyes regionales dentro del Imperio español (influenciado por la mentalidad Iusnaturalista Escolástica de la época, en la que la legitimidad de las conquistas solo podían ser con pactos de vasallaje con los soberanos con mutuo acuerdo, no por usurpación de sus derechos):

"La conquista no podía ser sino violenta, sin duda, como lo habían sido las conquistas romanas. Pero, paralelamente la Corona española pensaba que debía intentarse tender puentes que permitieran comunicar a invasores e invadidos, guardando los respetos correspondientes. Es así como el Conquistador Francisco Pizarro, si bien detiene al Inca Atahualpa en tanto que líder político vencido en una guerra, intenta familiarizarse con él posiblemente con el propósito de afirmar el poder español sin derrocar el poder inca (...) La idea era llegar a hacer convivir una “república de españoles” y una “república de indios” (...)  la idea de las dos repúblicas era crear dos Estados con sus autoridades y características propias, pero vinculados y sometidos ambos a la Corona española (...) desde la perspectiva del programa imperial antes mencionado, Pizarro necesitaba un Inca para desarrollar su modelo político-social. Por ese motivo, de inmediato reconoce como inca a Túpac Huallpa, también llamado Toparpa, quien era el hijo mayor cuzqueño de Huayna Cápac, padre de Atahualpa. Sin embargo, éste muere en el camino entre Cajamarca y el Cuzco. Ya en esta ciudad, reconoce como Inca a otro hijo de Huayna Capac, llamado Manco Inca Yupanqui. Paralelamente, a este reconocimiento inicial de la vigencia del sistema político inca, la Corona española reconoce también la existencia de una nobleza inca que debía actuar como un puente con la república de españoles a nivel de las clases más altas de uno y otro lado. Y es así como se producen matrimonios entre los conquistadores y la nobleza incaica"
Fernando de Trazegnies

En cuanto a su obra social:
- Intensificó una política de alianzas con los pueblos nativos del territorio que comprendía su gobernación. Contrajo nupcias con una noble incaica para emparentarse con la clase gobernante natural del territorio.

“Si acaso la tendencia es a presentarle como el destructor del Imperio Inca y el hombre que superpuso una cultura sobre otra. No conocen al auténtico Pizarro. Él reclamó con insistencia que se respetasen los territorios originales de los incas y promovió leyes para proteger a los indígenas. No quiso para nada destruir el Imperio Inca, como se puede comprobar en su correspondencia”.
Martín Rubio, 2016

- Se dispuso a garantizar la protección y educación de los descendientes del soberano Atahualpa tras su ejecución, tal como llegó a prometerlo en vida.
- Traslado pueblos indígenas en los Repartimiento de indios para lograron la re-población y re-colonización de muchas regiones que fueron desoladas por las Guerras Fratricidas.
- Ordenó la remodelación de la ciudad imperial del Qosqo, inspirada en la urbanística medieval de las ciudades castellanas.
- Supervisó personalmente el diseño de la capital de su gobernación (Nueva Castilla), siendo fundada con el nombre de Ciudad de Los Reyes (Lima), la cual se realizó en forma de damero, erigiendo el Palacio del Gobernador, en la misma ubicación donde antes había residido un señor local llamado Taulichusco.
- Organizó la defensa en el Sitio de Lima de 1536, en medio de la campaña para sofocar la rebelión del soberano Manco Inca.
- Prosiguió con el repartimiento general de tierras, creación de encomiendas y fundación de ciudades y villas para los españoles.
- Autorizó en 1540 la partida de la expedición de Pedro de Valdivia para la conquista de Chile.
- Se mantuvo organizando la capital como su alcalde, hasta que fue asesinado en junio de 1541.

## En la ficción
- Francisco Pizarro aparece en la obra teatral de Peter Shaffer The Royal Hunt of the Sun (1964), la cual representa la conquista española del Imperio inca.
- Robert Shaw interpreta a Francisco Pizarro en The Royal Hunt of the Sun (1969), adaptación al cine de la obra teatral de Peter Schaffer dirigida por Irving Lerner.
- La novela "Un puñado de gloria" (2003) de Eduardo Sguiglia tiene a Francisco Pizarro como uno de los protagonistas principales y narra su derrocamiento y caída.[24]
- En la novela histórica Inés del alma mía (2006) de la autora Isabel Allende, se cuenta la vida de Inés Suárez, amante de Pedro de Valdivia y primera española en viajar a Chile. Francisco Pizarro es un personaje importante y desarrollado dentro de la misma.
- En la miniserie Gabriel, amor inmortal (2008) el personaje de Pizarro aparece como el villano principal interpretado por José Luis Rodríguez.
- En la serie Inés del alma mía, producida por RTVE, Boomerang TV y Chilevision, basada en la novela del mismo nombre de la autora Isabel Allende, Francisco Pizarro aparece en los primeros capítulos interpretado por Francesc Orella.